# Dekker

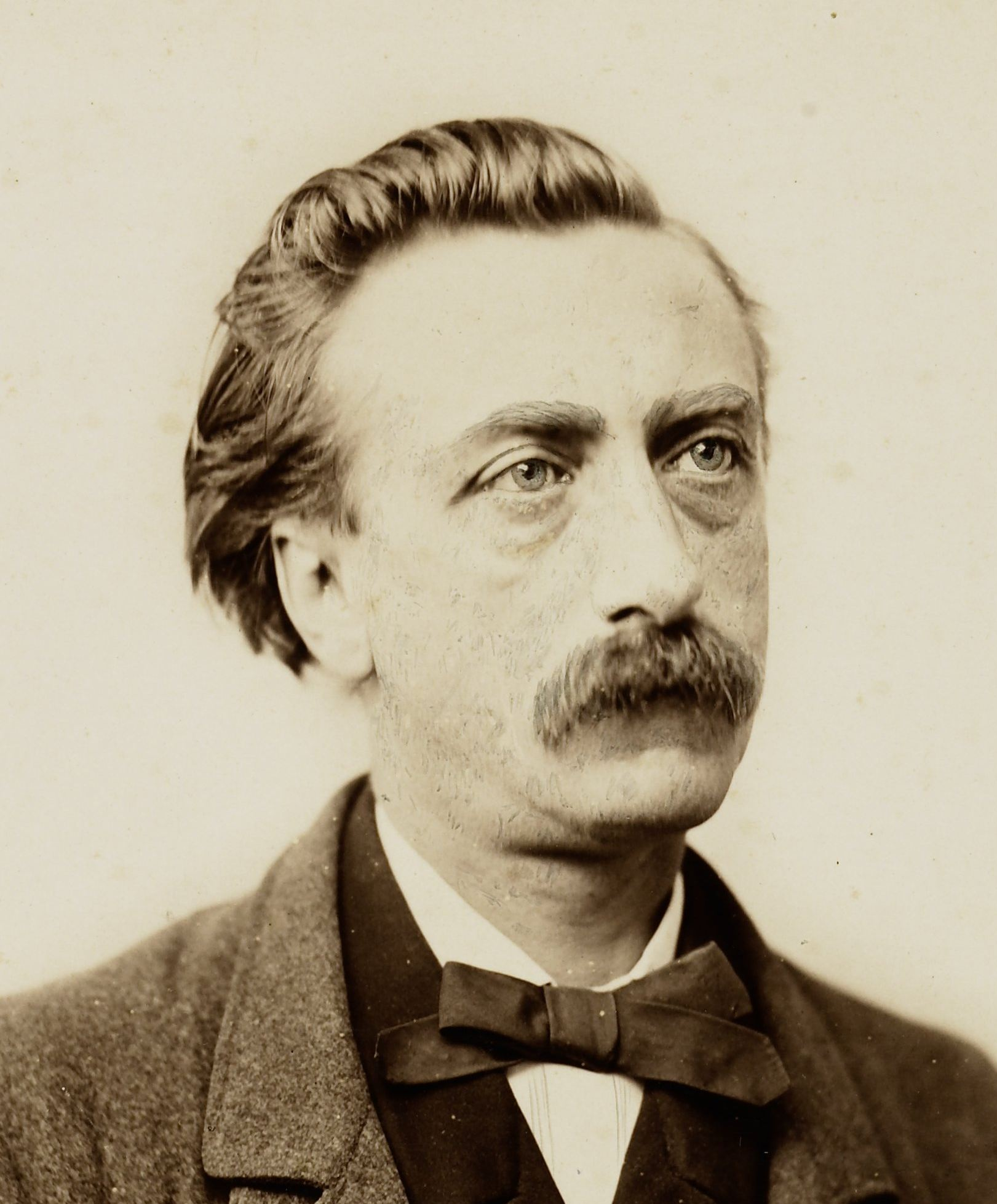
Eduard Douwes Dekker, ook wel Multatuli, een Nederlands schrijver

Dekker is een van oorsprong Nederlandse achternaam, die mogelijk is afgeleid van het beroep dakdekker. In 2007 waren er in Nederland 27.946 naamdragers, waarvan de grootste concentratie in Harenkarspel. Daar had namelijk 2,776% van de inwoners deze achternaam. Het is de negentiende meest voorkomende achternaam in Nederland. In België komt de naam minder voor, namelijk 220 keer.

## Naamdragers

### Nederland en Indonesië
- Anne Fleur Dekker (1994), publiciste
- Anouk Dekker (1986), voetbalster
- Britt Dekker (1992), presentatrice en dressuurrijdster
- Cees Dekker (1959), hoogleraar moleculaire biofysica TU Delft, ontving in 2003 de Spinozapremie
- Chris Dekker (1978), popmuzikant
- Chris Dekker (1945), voetballer en trainer
- Cor Dekker (1948-2005), basgitarist
- Cor Veerman (Dekker), basgitarist, toetsenist en songwriter
- Cornelis (Cees) Dekker (1900-1990), Nederlands kunstenaar
- Daniël Dekker (1960), eindredacteur Radio 3FM en Radio 2 bij de TROS, ook radiopresentator
- Dirk Dekker mathematicus
- Eduard Douwes Dekker (1820-1887), schrijver, bekend als Multatuli
- Elly Dekker (1943), sterrenkundige en wetenschapshistorica
- E.F.E. Douwes Dekker (1879-1950), voorvechter van Indische Nederlanders en achterneef van Multatuli
- Erik Dekker (1970), wielrenner
- Esmée Dekker (1994), musicalactrice
- Femke Dekker (1979), roeister, 'Roeister van het jaar 2004', 'Sportvrouw van het jaar 2004' in Leiden
- Fred Dekker (1946), cardioloog die in 2002-2003 voor de Lijst Pim Fortuyn in de Tweede Kamer zat
- Hannie Dekker (1917-2007), politica en hoogleraar
- Inge Dekker (1985), zwemster, zus van Lia
- Jaap Dekker (1947), boogiewoogie-pianist
- Gé Dekker (1904–1995), zwemmer
- Jacob Gelt Dekker (1948), jetsettandarts en multimiljonair, werd tot de rijkste 100 Nederlanders gerekend
- Janke Dekker (1963), televisiepresentatrice en actrice
- Karin Dekker (1960), wethouder Financiën Groningen
- Klaas Dekker (1875-1946), gemeentesecretaris en burgemeester van Obdam
- Laura Dekker (1995), solozeilster
- Lia Dekker (1987), zwemster, zus van Inge
- Louis Dekker (1902-1996),  de 'man achter de schermen' bij Theater Carré
- Louis Dekker (1894-1973), Nederlands roeier
- Maurits Dekker (1896-1962), Nederlands schrijver van romans, proza en toneelstukken, kreeg onder andere de Marianne Philipsprijs 1955 voor zijn gehele oeuvre
- Michelle Dekker (1996), Nederlands snowboarder
- Nynke Dekker (1971), Nederlands hoogleraar moleculaire biofysica, ontving in 2020 de Spinozapremie

- Pauline Dekker (1962), televisiepresentatrice (onder andere TV Woonmagazine)
- Pauline Dekker (1961) longarts, actief in Rookpreventie. Co-Auteur 'Nederland Stopt met Roken' (2008)
- Piet Dekker (1952), basgitarist (Doe Maar, Slumberlandband)
- Ron Dekker (1966), zwemmer
- Roxy Dekker (2005), singer-songwriter
- Rudolf Dekker (1951), historicus
- Sander Dekker (1975), minister voor Rechtsbescherming in kabinet-Rutte III
- Suzanne Dekker (kunstenares) (1975), kunstenares
- Suzanne Dekker (politica) (1949), lid Tweede Kamer voor D66 (1979-1982), lid Europees Parlement
- Sybilla Dekker (1942), minister VROM in de kabinetten Balkenende II en Balkenende III
- Thomas Dekker (1984), wielrenner
- Wessel Dekker (1914-2006), musicus, onder meer dirigent van het tokkelensemble Vrij en Blij
- Wisse Dekker (1924-2012), president (1982-1986) en voorzitter raad van toezicht (1986-1994) van Philips' Gloeilampenfabriek

### Verenigd Koninkrijk
- Thomas Dekker (1570?-1632), toneelschrijver (onder andere The Shoemaker's Holiday) en dichter

### Verenigde Staten
- Desmond Dekker (1942), Amerikaans muzikant (had met The Aces in 1969 de hit Israelites)
- Ted Dekker, roman- en thrillerschrijver (Heaven's Wager, When Heaven Weeps, Thunder of Heaven)
- Thomas Dekker (1987), acteur

### Zuid-Afrika
- Jan Dekker (1967), Frans/Zuid-Afrikaans zeezeiler, vaart voor het team ABN AMRO